# Shigetarō Shimada
Shigetarō Shimada (嶋田 繁太郎?, Shimada Shigetarō; Tokyo, 24 settembre 1883 – 7 giugno 1976) è stato un ammiraglio giapponese, attivo durante la seconda guerra mondiale.
Si arruolò nella marina imperiale giapponese nel 1904 e dopo i primi anni di servizio in mare si specializzò in artiglieria navale per poi frequentare il Collegio navale, i cui studi concluse nel 1915 con la promozione a capitano di corvetta. Intraprese dunque un viaggio nel Italia dove lavorò come ufficiale di collegamento all'ambasciata giapponese tra 1916 e 1919. Dal 1920 al 1922 fece parte del personale di alcuni stati maggiori, quindi prestò servizio sulla nave da battaglia Hyuga; dopo un periodo passato come istruttore, assunse il comando della 7ª Divisione sommergibili nel 1926, dell'incrociatore leggero Tama nel 1928 e dell'incrociatore da battaglia Hiei nel 1929. Promosso contrammiraglio, lavorò nello stato maggiore della Flotta Combinata e poi dal 1932 al 1935 diresse le sezioni N1 ed N3 dello stato maggiore generale della marina, arrivando inoltre al grado di viceammiraglio.
Dalla fine del 1935 fu capo di stato maggiore della marina e dal 1937 della 2ª Flotta. Nel maggio 1940 divenne comandante in capo della Flotta dell'Area cinese impegnata nella seconda guerra sino-giapponese e a novembre ottenne la nomina ad ammiraglio. Tornato in patria nel 1941, fu posto alla testa del 1º Distretto navale (Yokosuka). A ottobre, caduto il governo del principe Fumimaro Konoe, accettò dopo un'iniziale indecisione la carica di Ministro della marina nel nuovo gabinetto diretto dal Primo ministro Hideki Tōjō, operando un ruolo ambiguo nelle conferenze per decidere o meno l'intervento giapponese nella seconda guerra mondiale. Succube di Tōjō, mantenne il posto fino alle dimissioni di questi da ogni ufficio e incarico. Nel gennaio 1945 ottenne di essere messo nella lista degli ufficiali a riposo.
Dopo la fine del conflitto, Shimada fu giudicato al processo di Tokyo e riconosciuto colpevole, nel novembre 1948, di crimini contro la pace. Ebbe l'ergastolo ma nel 1955 fu rilasciato. Morì nel 1976.

## Biografia

### L'inizio del servizio e gli anni dieci
Shigetarō Shimada nacque il 24 settembre 1883 a Tokyo. Deciso a intraprendere il servizio in mare, s'iscrisse all'Accademia navale di Etajima nel 1901 e studiò nella 32ª classe; si diplomò il 14 novembre 1904 (ventisettesimo su 192 allievi) e con il brevetto di aspirante guardiamarina fu imbarcato sulla nave appoggio sommergibili Karasaki, quindi il 3 gennaio 1905 fu trasferito all'incrociatore protetto Izumi: su questa nave divenne guardiamarina il 31 agosto. Dal 6 luglio 1906 membro della 7ª Divisione torpediniere, il 5 agosto iniziò a frequentare il Corso base alla Scuola d'artiglieria navale, ottenendo un mese più tardi la nomina a sottotenente di vascello (28 settembre); il 16 dicembre intraprese il Corso base alla Scuola siluristi, completandolo entro il 20 aprile 1908, quando fu assegnato alla Divisione d'addestramento torpediniere per diversi mesi. Il 23 ottobre fu trasferito all'incrociatore protetto Niitaka e poco dopo, il 23 dicembre, passò al pari classe Otowa, unità che dal 1º gennaio 1909 funse da sostituta ammiraglia. Promosso tenente di vascello l'11 ottobre di quell'anno, il 16 novembre tornò a terra come membro del Corpo marinai di Yokosuka.
Shimada cominciò la propria formazione di ufficiale di stato maggiore il 23 maggio 1910 con il Corso B al Collegio navale di Tsukiji (Tokyo), 13ª classe. Una volta terminato, iniziò a seguire il Corso avanzato alla Scuola d'artiglieria navale il 1º dicembre 1910, dopo il quale fu imbarcato su due corazzate, la Tsukuba dal 23 maggio 1911 e la Settsu dal 15 aprile 1912, sulla quale ultima rimase oltre un anno. Il 1º dicembre 1913 riprese dunque gli studi al Collegio navale seguendo il Corso A: gli studi lo tennero impegnato per due anni e si diplomò il 13 dicembre 1915 con la nomina a capitano di corvetta, venendo destinato alla corazzata Shikishima in qualità di capo cannoniere. Il 10 febbraio 1916 fu inviato come ufficiale di collegamento in Italia, uno dei membri dell'Intesa cui anche l'Impero giapponese apparteneva, per studiare le ultime tecniche e tattiche applicate nella guerra in corso: dal 1º agosto fu inoltre assistente dell'attaché navale giapponese in Italia. Il 1º dicembre 1917 lo stesso Shimada assunse tale incarico, venendo al contempo nominato Supervisore per la costruzione e l'equipaggiamento; tuttavia il 7 dicembre questo ufficio fu rimpiazzato da quello di Supervisore dell'artiglieria. Rimase in Italia fino al 1º marzo 1919, quando gli fu notificato l'ordine di rientro, e tornato in Giappone, il 5 agosto fu integrato nello stato maggiore della Flotta d'addestramento. Con questa formazione visitò nuovamente l'Europa.

### Gli anni venti e gli anni trenta
Il 3 giugno 1920, Shimada fu trasferito alla 1ª Sezione, Primo ufficio dello stato maggiore generale della marina: fu promosso Kaigun Chūsa (equivalente a capitano di fregata) il 1º dicembre. Il 1º febbraio 1922, mantenendo il posto allo stato maggiore generale, entrò nello stato maggiore del Comando d'istruzione navale e il 20 settembre di quell'anno fu infine inserito nel personale dello stato maggiore degli stati maggiori generali riuniti. Il triplice impegno ebbe termine il 20 novembre, quando fu designato vicecomandante a bordo della corazzata Hyuga, servendo per un anno circa in mare. Il 1º dicembre 1923 fu nominato istruttore al Collegio navale e il 1º dicembre 1924 ricevette la promozione a capitano di vascello. Divenuto il 15 ottobre 1926 un membro del 2º Distretto navale (Kure), il 1º dicembre fu investito del suo primo comando, la 7ª Divisione sommergibili, unità che gestì sino al 15 novembre 1927, quando fu posto alle dipendenze dello stato maggiore generale come attendente. Da questo transitò, il 20 agosto 1928, sull'incrociatore leggero Tama in qualità di comandante e poi, il 10 dicembre, assunse il comando dell'incrociatore da battaglia Hiei. Il 30 novembre 1929, portato al grado di contrammiraglio, prese il posto di capo di stato maggiore della 2ª Flotta.
Il 1º dicembre 1930 il contrammiraglio Shimada ebbe una doppia nomina come capo di stato maggiore sia della 1ª Flotta, sia della Flotta Combinata, il comando più prestigioso della marina imperiale; un anno più tardi prese il posto di direttore della Scuola sommergibili di Kure. Mantenne tale posto sino al 2 febbraio 1932, data della sua promozione a capo di stato maggiore della 3ª Flotta. Il 28 giugno tornò tuttavia a terra per prendere il comando dell'Ufficio N1 dipendente dallo stato maggiore generale della marina e dal 15 novembre al 1º dicembre di quell'anno fu anche a capo dell'Ufficio N3: questa posizione gli fu confermata il 1º ottobre 1933 e anche quando fu elevato al grado di viceammiraglio, il 15 novembre 1934. Il 2 dicembre 1935 fu scelto quale successore del pari grado Takatoshi Kato alla carica di vicecapo di stato maggiore generale, conservandola per circa due anni; comandante in capo della 2ª Flotta dal 1º dicembre 1937, fu nominato comandante del 2º Distretto navale (Kure) il 15 novembre 1938.

### La seconda guerra mondiale

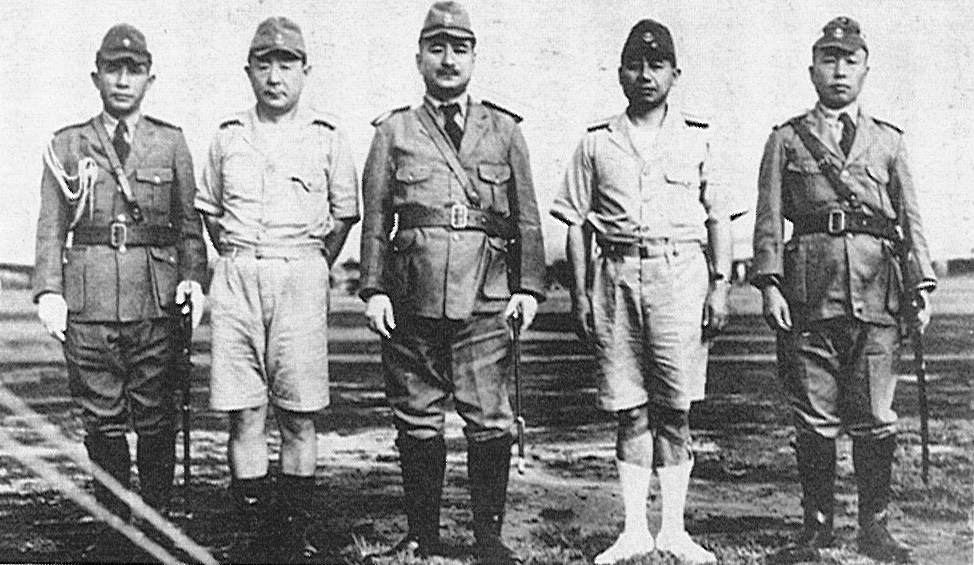
Il viceammiraglio Shimada (al centro) sul fronte cinese nel 1940. Si riconoscono anche i capitani di vascello Tamon Yamaguchi e Takijirō Ōnishi

Dopo un periodo di relativo riposo come attendente presso lo stato maggiore generale tra il 15 e il 29 aprile 1940, il 1º maggio Shimada fu trasferito sul fronte cinese e assunse il comando della Flotta dell'Area cinese al posto del viceammiraglio Koshirō Oikawa; nel corso di tale incarico, il 15 novembre di quell'anno ricevette la promozione ad ammiraglio. Nel dicembre 1940, mentre si trovava a Shanghai per una rassegna, ebbe modo di incontrare brevemente il generale Hideki Tōjō. Tornò in Giappone il 1º settembre 1941 e, dopo alcune settimane di riposo, visitò tra il 18 e il 27 settembre diversi ospedali navali e il 1º ottobre divenne comandante in capo del 1º Distretto navale (Yokosuka). La nuova posizione lo riportò di nuovo vicino alle vicende politiche del paese, che tuttavia non conosceva se non attraverso i giornali e dalle quali si era sempre tenuto discosto per convinzioni personali: rimase perciò stupito quando Oikawa, ora ammiraglio, il 17 ottobre gli rivelò che lo considerava il più qualificato degli ufficiali e gli chiese di poter proporre il suo nome per il Ministero della marina, essendo appena caduto il governo Konoe. All'inizio Shimada rifiutò, argomentando che la sua protratta lontananza dalla capitale, le sue esperienze formative che lo avevano tenuto lontano da incarichi ministeriali e le sue opinioni sulla politica non lo potevano rendere un valido candidato; tuttavia, dopo una lunga discussione con l'ammiraglio Osami Nagano e il principe Hiroyasu Fushimi, il 18 ottobre cambiò idea e accettò il posto di Ministro della marina, purché il nuovo Gabinetto s'impegnasse al massimo nelle stagnanti trattative con gli Stati Uniti.

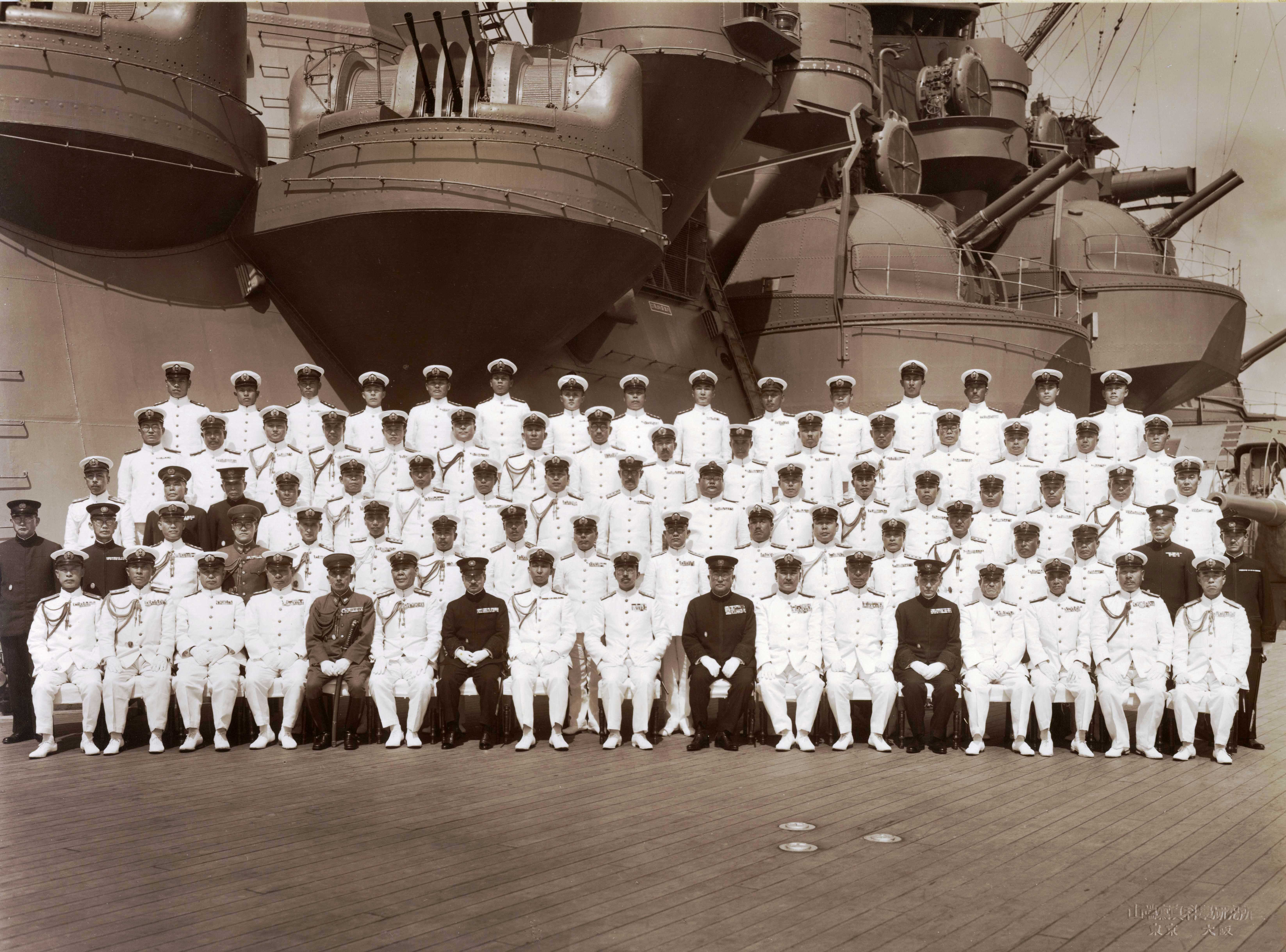
Foto ufficiale sul ponte della nave da battaglia, giugno 1943. In prima fila si notano l'imperatore Hirohito (al centro), l'ammiraglio Shimada (ottavo da destra), il comandante della Flotta combinata ammiraglio Mineichi Kōga (settimo da destra)

Rassicurato dal nuovo Primo ministro Hideki Tōjō, Shimada si concentrò su come far accettare alla sezione dell'esercito in seno al Gran Quartier Generale imperiale lo sgombero di una parte delle truppe impegnate all'estero e nell'individuare le concessioni che l'Impero giapponese poteva fare per agevolare le trattative: suggerì a inizio di novembre un compromesso, abbandonare subito l'Indocina ma procedere per fasi annuali al ritiro dalla Cina. Il 1º novembre, però, durante un incontro con il Primo ministro Tōjō e il capo di stato maggiore dell'esercito, generale Hajime Sugiyama, Shimada affermò che la marina era pronta alla guerra e chiese subito dopo un incremento del quantitativo d'acciaio previsto per il 1942: il generale Sugiyama gli domandò direttamente se la concessione di 300 000 tonnellate l'avrebbero convinto a schierarsi senza indugio in favore delle ostilità e il ministro rispose che esse "avrebbero comprato il sostegno della marina a una guerra che non voleva in ultimo combattere". Perciò Shimada, nella conferenza imperiale del 5 novembre, affermò che sarebbe stato meglio portare avanti il discorso diplomatico e al contempo dedicarsi ai preparativi militari, visti come necessari a causa dell'embargo, dell'aumento degli armamenti degli Stati Uniti, gli aiuti da essi forniti alla Cina, dell'atteggiamento "duro" delle diplomazie occidentali e dalla carenza di petrolio che obbligava a entrare in guerra (se indispensabile) non oltre la fine dell'anno. Pare che Shimada non sapesse nulla della pianificazione dell'attacco di Pearl Harbor e che alla fine sperasse sinceramente in una risoluzione pacifica tra Stati Uniti e Giappone, almeno fino all'inoltro della Hull note, che pretendeva in sostanza l'abbandono delle conquiste e delle politiche nipponiche in Cina, Sud-est asiatico e Oceano Pacifico. Alla conferenza imperiale del 1º dicembre si rassegnò ad avallare la decisione finale per la guerra e, messo al corrente dell'operazione Hawaii dal viceammiraglio Shigeru Fukudome, assieme all'ammiraglio Nagano comunicò all'imperatore Hirohito che la marina si era già attivata in vista delle ostilità imminenti.
Shimada mantenne il posto di ministro per gran parte della guerra; come tale era però de facto escluso dai dettagli tattico-operativi, in mano allo stato maggiore generale, e si occupava assai più frequentemente di questioni amministrative. In seguito alle audaci operazioni anfibie statunitensi nelle isole Marshall e al devastante attacco su Truk, il governo e i vertici delle forze armate andarono incontro a un rimpasto (21 febbraio 1944): Tōjō sostituì il generale Sugiyama nella carica di capo di stato maggiore dell'esercito, destituì il capo di stato maggiore della marina ammiraglio Nagano e lo rimpiazzò con l'ammiraglio Shimada, che continuò a esercitare le funzioni di ministro. Egli, persona molto religiosa e oltremodo cauta, cercò sempre durante il suo mandato di accontentare ogni suo interlocutore e non seppe mai imporsi su nessuno, men che meno al primo ministro il quale premiò la sua fedeltà (o quiescenza) con la nomina alle due teste della flotta imperiale; la sua immagine (già non particolarmente carismatica come fa intuire il soprannome molto noto in marina di Yurufun - "mutandoni cadenti") fu inoltre screditata presso il pubblico da una foto che lo ritraeva di fianco e di spalle a Tōjō quasi fosse un suo servitore. I rapporti di sudditanza con Tōjō, d'altro canto, trascinarono Shimada nella rovina del gabinetto quando il 17 luglio, dopo la battaglia del Mare delle Filippine e la caduta di Saipan, il Primo ministro fu costretto a cedere tutti i suoi uffici; quello stesso giorno, infatti, Shimada rassegnò le dimissioni da ministro della marina e il 2 agosto lasciò anche il comando dello stato maggiore generale. Fu quindi nominato consigliere navale presso il ministero della marina (guidato dall'ammiraglio Mitsumasa Yonai) e questo incarico gli fu riconfermato il 2 settembre e il 20 dicembre 1944. Il 20 gennaio 1945, di sua iniziativa, dette le proprie dimissioni dal servizio attivo e fu posto nella lista degli ufficiali a riposo.

### Il processo e la morte

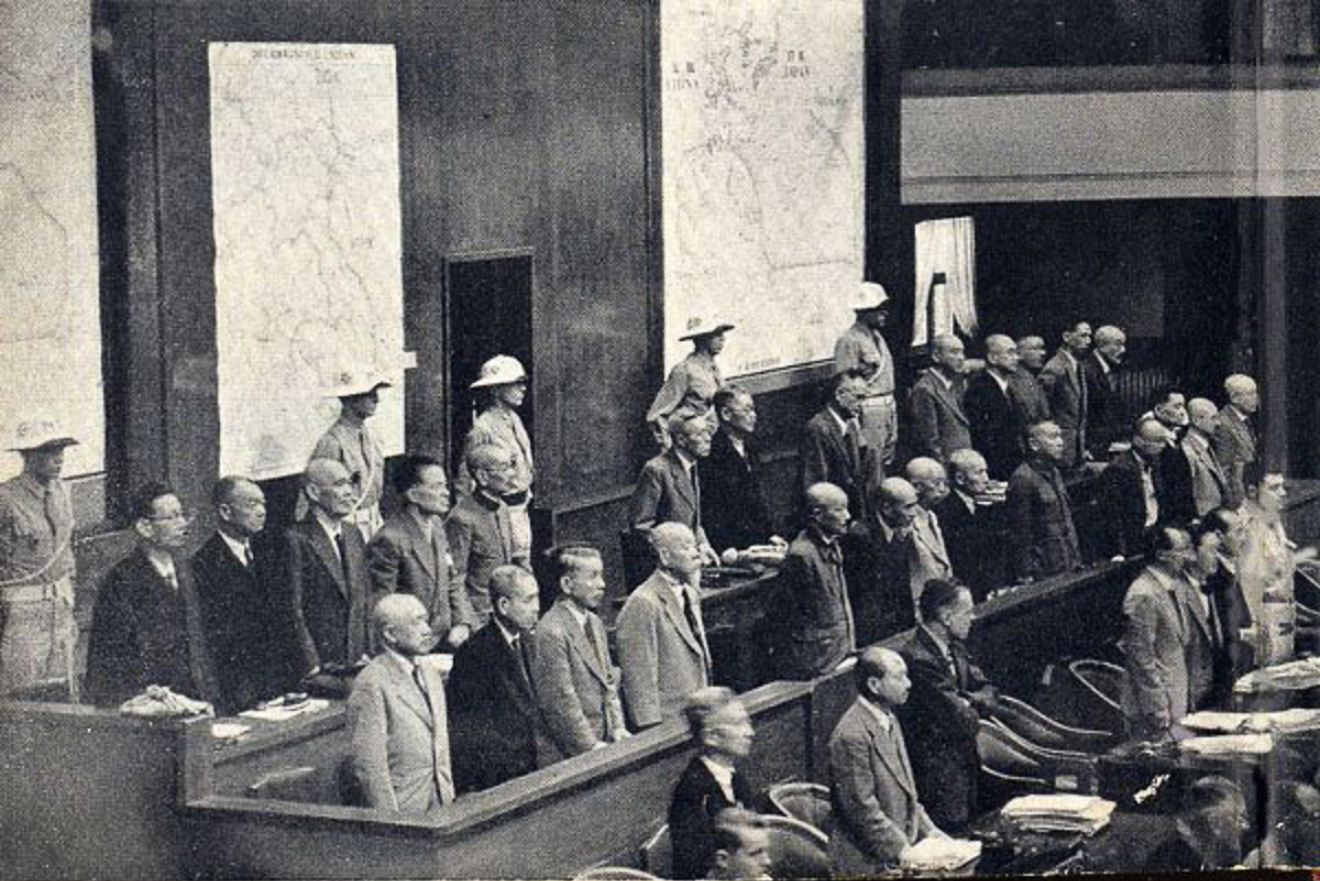
Il banco degli imputati al processo di Tokyo. Shimada si trova nella fila in alto, terz'ultimo da destra

Shimada fu preso in custodia dalle forze d'occupazione statunitensi dopo la capitolazione del 2 settembre 1945 e tradotto dinanzi al Tribunale militare per l'Estremo Oriente, che giudicò numerose personalità politico-militari giapponesi tra il 3 maggio 1946 e il 23 novembre 1948. L'ammiraglio fu in particolare accusato del trattamento brutale riservato dal personale della Marina imperiale ai prigionieri di guerra alleati, in contrasto con quanto stabilito dalle convenzioni in merito che il Giappone aveva firmato e ratificato. Come Ministro della marina, era suo dovere emanare circolari e ordini ai comandanti sul campo perché rispettassero gli accordi internazionali: Shimada dichiarò che non era stato posto al corrente delle atrocità compiute e che, peraltro, la sua posizione non gli avrebbe permesso di agire con le dovute tempestività e rigore sui responsabili; tuttavia si sentì in dovere di assumersi l'onere morale per i crimini commessi dai suoi sottoposti. Del pari egli negò di aver scritto o autorizzato a scrivere nel gennaio 1942 un ordine relativo alla guerra sottomarina indiscriminata (rigettando la responsabilità sullo stato maggiore generale) e di aver pronunciato, nel febbraio 1942, un discorso dai toni particolarmente duri in un incontro con una commissione della Dieta. Shimada argomentò che le frasi indicate dall'accusa erano state rimosse dal loro contesto e che perciò suonavano come una minaccia o una richiesta di sterminio delle popolazioni assoggettate all'epoca al controllo nipponico; non si poteva, secondo lui, neppure parlare di discorso bensì di discussione, che nel dettaglio riguardava le pressanti necessità dell'economia di guerra giapponese e il supporto delle zone conquistate. Il processo a Shimada proseguì con la richiesta di chiarificazioni su come i vertici del governo imperiale fossero giunti all'idea di un attacco a sorpresa senza dichiarazione di guerra, ma vista la sua posizione di ministro non era stato coinvolto nella pianificazione e dunque non poté fornire informazioni.
Il Tribunale militare per l'Estremo Oriente riconobbe Shimada colpevole di crimini contro la pace dei cinquantacinque capi d'imputazione e fu condannato all'ergastolo. Nel 1955 fu rilasciato sulla parola a causa di problemi di salute e si ritirò a vita privata. Visse ancora a lungo e morì a 92 anni d'età, il 7 giugno 1976.

## Onorificenze
Dati tratti da: